# Марселла Сембріх
Марсе́лла Се́мбріх (Пракседа Марселіна Коханська-Сембріх, у шлюбі Стенґель (англ. Stengel); пол. Marcelina Prakseda Kochańska-Sembrich; 15 лютого 1858, Вишнівчик, Тернопільщина — 11 січня 1935, Нью-Йорк) — польська оперна співачка (колоратурне сопрано) та викладачка вокалу.

## Життєпис
Перші уроки музики одержала вдома і вже у 12-річному віці виступала на публічних концертах, граючи на скрипці та фортепіано.
Співу вчилася у Відні у педагога В. Рокитянського. В австрійській столиці познайомилася з композитором Ференцом Лістом, який порадив їй зосередитися саме на вокалі. Успішний оперний дебют Марселли Сембріх відбувся на афінській оперній сцені. Потім співала в Мюнхені, Дрездені.
У 1880 році підписала контракт з Королівською оперою в Лондоні й співала в «Ковент Гарден». Гастролювала в Австрії, Росії, Скандинавії, Франції, Іспанії.
У 1883 році дебютувала у Метрополітен-опера в Нью-Йорку, а в 1898—1909 мала постійний контракт до кінця співацької кар'єри. Концертну діяльність вела до 1917 року, педагогічну — до 1935. Працювала професором співу в музичних школах Нью-Йорка (від 1914) та Філадельфії (від 1924).
У штаті Нью-Йорк на березі озера Георга є музей Марцеліни Зембріх, де зберігаються її портрети, фонозаписи та інші експонати, що репрезентують життєвий та творчий шлях талановитої співачки.
1930 в журналі «Музика» (США) опубліковані спомини Марцеліни Коханської-Сембріх про її артистичну працю.